# Cleomenes nigricollis
Cleomenes nigricollis là một loài bọ cánh cứng trong họ Cerambycidae.